# العلاقات الكورية الجنوبية الليبيرية
العلاقات الكورية الجنوبية الليبيرية هي العلاقات الثنائية التي تجمع بين كوريا الجنوبية وليبيريا.

## مقارنة بين البلدين
هذه مقارنة عامة ومرجعية للدولتين:
| وجه المقارنة                                              | كوريا الجنوبية                                                          | ليبيريا      |
| --------------------------------------------------------- | ----------------------------------------------------------------------- | ------------ |
| المساحة (كم2)                                             | 100.30 ألف                                                              | 111.37 ألف   |
| عدد السكان (نسمة)                                         | 51.47 مليون                                                             | 4.73 مليون   |
| الكثافة السكانية (ن./كم²)                                 | 513.16                                                                  | 42.47        |
| العاصمة                                                   | سول                                                                     | مونروفيا     |
| اللغة الرسمية                                             | اللغة الكورية                                                           | لغة إنجليزية |
| العملة                                                    | وون كوري جنوبي                                                          | دولار ليبيري |
| الناتج المحلي الإجمالي (بليون دولار)                      | 1.53 تريليون                                                            | 2.16 مليار   |
| الناتج المحلي الإجمالي (تعادل القوة الشرائية) بليون دولار | 1.75 تريليون                                                            | 3.76 مليار   |
| الناتج المحلي الإجمالي الاسمي للفرد دولار أمريكي          | 27.22 ألف                                                               | 455          |
| الناتج المحلي الإجمالي للفرد دولار أمريكي                 |                                                                         | 842          |
| مؤشر التنمية البشرية                                      | 0.901                                                                   | 0.430        |
| رمز المكالمات الدولي                                      | +82                                                                     | +231         |
| رمز الإنترنت                                              | .kr                                                                     | .lr          |
| المنطقة الزمنية                                           | توقيت كوريا الجنوبية، ت ع م+09:00، آسيا/سيول ‏، ت ع م+08:00، ت ع م+08:30 | 00           |

## منظمات دولية مشتركة
يشترك البلدان في عضوية مجموعة من المنظمات الدولية، منها:
| علم المنظمة | اسم المنظمة                               | تاريخ انضمام كوريا الجنوبية | تاريخ انضمام ليبيريا |
| ----------- | ----------------------------------------- | --------------------------- | -------------------- |
|             | مؤسسة التمويل الدولية                     | 16 مارس 1964                | 28 مارس 1962         |
|             | منظمة حظر الأسلحة الكيميائية              | ?                           | ?                    |
|             | البنك الإفريقي للتنمية                    | ?                           | ?                    |
|             | يونسكو                                    | 14 يونيو 1950               | 6 مارس 1947          |
|             | الأمم المتحدة                             | 17 سبتمبر 1991              | 2 نوفمبر 1945        |
|             | منظمة الشرطة الجنائية الدولية             | ?                           | ?                    |
|             | البنك الدولي للإنشاء والتعمير             | 26 أغسطس 1955               | 28 مارس 1962         |
|             | الاتحاد البريدي العالمي                   | ?                           | ?                    |
|             | مؤسسة التنمية الدولية                     | 18 مايو 1961                | 28 مارس 1962         |
|             | المركز الدولي لتسوية المنازعات الاستشارية | 23 مارس 1967                | 16 يوليو 1970        |
|             | وكالة ضمان الاستثمار متعدد الأطراف        | 12 أبريل 1988               | 12 أبريل 2007        |

## وصلات خارجية
- موقع وزارة الخارجية الكورية الجنوبية
- موقع وزارة الخارجية الليبيرية